# Monica Ndaya
 (juin 2025).
Monica Ndaya Kanyinda, connue sous le nom de Monica Ndaya, est une footballeuse congolaise qui joue comme défenseur pour OCL City et l'équipe nationale féminine de la République Démocratique du Congo.

## Carrière en club
Ndaya a joué pour le FCF Bafana Bafana et l'OCL City en République démocratique du Congo.

## Carrière internationale
Ndaya a été sélectionnée pour la Republique démocratique du Congo au niveau senior lors du Tournoi de qualification olympique féminin de la CAF 2020 ( troisième tour ).